# شکوه صبح (فیلم ۲۰۱۰)
شکوه صبح (انگلیسی: Morning Glory) یک فیلم آمریکایی در سبک کمدی به کارگردانی راجر میشل و نویسندگی آلین براش مک‌کنا است که در سال ۲۰۱۰ منتشر شد.

## بازیگران
- ریچل مک‌آدامز
- هریسون فورد
- دایان کیتن
- پاتریک ویلسون
- جف گلدبلام
- پتی دی آبانویلی
- تای بورل
- فیفتی سنت
- لوید بنکس
- مت مالوی
- نوآ بین
- آردن میرین
- مدی کرنمن
- ریضوان مانجی